# Renault Vivastella
La Vivastella è un'autovettura di fascia alta prodotta tra il 1928 e il 1939 dalla casa automobilistica francese Renault.

## Profilo
Introdotta al Salone di Parigi del 1928, la Vivastella era una declinazione lussuosa della Vivasix, della quale riprese la base meccanica. Rispetto a quest'ultima fu anche prodotta per più tempo, ossia 11 anni, fatto che evidenzia tra l'altro la maggior incidenza della Vivastella dal punto di vista storico. Era caratterizzata da un corpo vettura piuttosto imponente, che nel corso della sua produzione subì numerose rivisitazioni più o meno marcate. La Vivastella era in pratica la versione intermedia nella gamma dei modelli provvisti del cosiddetto allestimento "Stella", cioè quello più lussuoso. Le carrozzerie così predisposte erano spesso caratterizzate da verniciature bicolore e rivestimenti interni con materiali pregiati. Sono individuabili tre fasi importanti nella carriera commerciale della Vivastella.

### Le Vivastella classiche
Le prime Vivastella, note anche con la sigla di progetto PG2, erano caratterizzate da una linea piuttosto squadrata, tipica degli anni venti, con in più la tipica caratterizzazione delle Renault di quegli anni, ossia il frontale spiovente con radiatore posizionato dietro il motore. Come le Vivasix, montavano un motore a 6 cilindri da 3180 cm³ in grado di erogare una potenza massima di 60 CV a 3000 giri/min.
Ma già nel 1929, ossia un anno dopo il suo lancio, la Vivastella fu oggetto di aggiornamenti molto significativi, il più evidente dei quali fu il passaggio del radiatore davanti al motore, dando luogo a una calandra ben differente da quella delle Renault del primo dopoguerra, caratterizzata dal suo disegno a spartivento e dai suoi listelli orizzontali. Meccanicamente la PG3 rimase invariata rispetto alla PG2 dell'anno prima e rispetto alle contemporanee Vivasix, che tra l'altro mantennero la stessa sigla di progetto. La Vivastella si impose a quel punto come modello di riferimento nella sua fascia di mercato. In Gran Bretagna, dove la clientela era ancor più esigente, fu addirittura creato un secondo e ancor più lussuoso livello di allestimento, denominato Star. Le Vivastella previste per il mercato britannico furono assemblate nello stabilimento Renault di Acton, un sobborgo di Londra. Ma la Grande depressione non permise una grande diffusione di questo modello nel mercato d'oltremanica: infatti il governo inglese, per permettere alla propria patria di risalire la china, varò un programma legislativo atto ad agevolare la popolazione a comprare solo prodotti inglesi, laddove fosse stato possibile farlo. Tra questi prodotti vi fu ovviamente anche l'automobile, per cui non solo la Vivastella mancò clamorosamente l'obiettivo di espandere le sue vendite anche nelle isole britanniche, ma ciò ebbe come conseguenza la chiusura stessa dello stabilimento di Acton.

Tra l'agosto del 1929 e il settembre del 1930, vennero prodotti 1.091 esemplari di Vivastella PG3.

Con l'avvento della PG4 nel 1930, la calandra divenne a listelli verticali, ma sempre con disegno a spartivento. Meccanicamente vi fu l'arrivo di un nuovo telaio più alleggerito e di nuovi attacchi per le sospensioni, le stesse migliorie che in quel periodo interessarono anche la Nervastella. L'alleggerimento del corpo vettura permise prestazioni più brillanti e la PG4 poté raggiungere così una velocità massima di 115 km/h, ma che nelle configurazioni di carrozzeria più favorevoli arrivava anche a 120 km/h (contro i 110 km/h delle precedenti versioni).

Tra le novità di allestimento che caratterizzarono la Vivastella PG4 (ma anche la meno pretenziosa Monastella di quel periodo) vi furono i sedili anteriori separati e abbattibili, e il divanetto posteriore regolabile longitudinalmente.

Dal settembre del 1930 all'agosto del 1931 furono prodotti 869 esemplari di PG4.

Nel luglio del 1931 fu introdotta la serie PG5, caratterizzata da un telaio ancor più moderno della PG4, dalla forma trapezoidale, mentre la calandra ridisegnata in chiave più moderna (ma meno originale) era sempre a listelli verticali, ma che potevano aprirsi o chiudersi per mezzo di un termostato, in modo da facilitare le partenze a freddo durante l'inverno. Per il resto, non vi furono altre novità dal punto di vista meccanico, mentre l'abitacolo fu riprogettato per essere più spazioso e fu dotato tra l'altro di un nuovo sistema di ventilazione interna e di isolamento acustico dal vano motore. Proposta a prezzi decisamente più bassi del modello precedente, incontrò un successo sensibilmente maggiore, come testimoniano anche i dati di vendita che dichiarano una produzione di 2.223 esemplari fino al mese di novembre del 1932.
Il nuovo modello PG7 fu introdotto già nell'agosto del 1932, durante gli ultimi mesi di commercializzazione della PG5: nella PG7, le fitte feritoie laterali, che fino a quel momento si aprivano sui lati del cofano motore, lasciarono il posto a delle prese d'aria apribili mediante appositi sportelletti. Sul piano estetico comparvero anche dei nuovi paraurti in un pezzo solo (prima erano costituiti da due elementi in lamiera paralleli), mentre i fari anteriori ricevettero calotte più profilate e la calandra divenne a listelli cromati. Per quanto riguarda il motore, esso rimase lo stesso delle Vivastella precedenti, ma venne adottato un nuovo carburatore Zenith che permise un leggero incremento di potenza, passata così da 60 a 65 CV a 3100 giri/min.

Le PG7 furono prodotte fino al mese di maggio del 1933: da quel momento furono sostituite dal modello PG7 SA, che si differenziava dal PG7 per alcuni aggiornamenti alle sospensioni. Quando anche queste ultime furono tolte dal listino, nel settembre del 1933, la produzione totale fu di 1.440 PG7 più 383 PG7 SA.

### Le Vivastella aerodinamiche e le versioni Sport
La seconda metà del 1933 vide novità consistenti nella gamma Vivastella: la più rilevante fu il primo timido approccio della Casa francese con lo stile aerodinamico, visibile soprattutto negli angoli arrotondati delle carrozzerie previste dalla Casa, nel parabrezza leggermente inclinato e nel portabagagli posteriore integrato nel corpo vettura. Quest'ultimo divenne accessibile solo dall'interno, mediante l'abbattimento del divanetto posteriore. Per quanto riguarda il telaio, vi fu l'arrivo di nuovi ammortizzatori a doppio effetto in grado di assicurare una miglior tenuta di strada.

Invece, per quanto riguarda la gamma in sé, vi furono numerose e significative novità, sia dal punto di vista dei modelli, che si moltiplicarono, sia sul fronte dei motori, che divennero due.

Nel luglio del 1933, quando era ancora attiva la commercializzazione della PG7, fu avviata la produzione della prima Vivasport, contraddistinta dalla sigla YZ1: si trattava in pratica di una Primastella (quindi con passo ridotto a 2.96 m) con motore mutuato dalla Vivastella, ma la cui cilindrata fu portata a 3620 cm³ mediante rialesatura dei cilindri (da 75 a 80 mm). La potenza massima crebbe a 85 CV, regalando così alla vettura delle prestazioni brillanti mai viste fino a quel momento sulle Vivastella. Poteva essere ordinata con carrozzeria aerodinamica o tradizionale. La produzione della prima Vivasport cessò nel mese di ottobre del 1933, dopo soli 21 esemplari costruiti.

Ma già nel mese di settembre fu introdotta l'erede della PG7, siglata PG9: questo modello mantenne la stessa unità motrice da 3180 cm³ e 65 CV della PG7. Come nel caso delle prime Vivasport, il cliente poteva scegliere tra la nuova carrozzeria aerodinamica e quella più classica con portabagagli non integrato nel corpo vettura. In questo senso, la PG9 poté considerarsi come una Vivastella di transizione. La sua produzione si protrasse fino all'aprile del 1934: ne furono prodotti 746 esemplari. Dalla PG9 pare essere derivato anche un altro modello, la cui sigla era PG11, ma del quale non si hanno informazioni al riguardo, se non che venne prodotta solo nell'arco di un mese (da novembre a dicembre 1933) e in soli 6 esemplari.

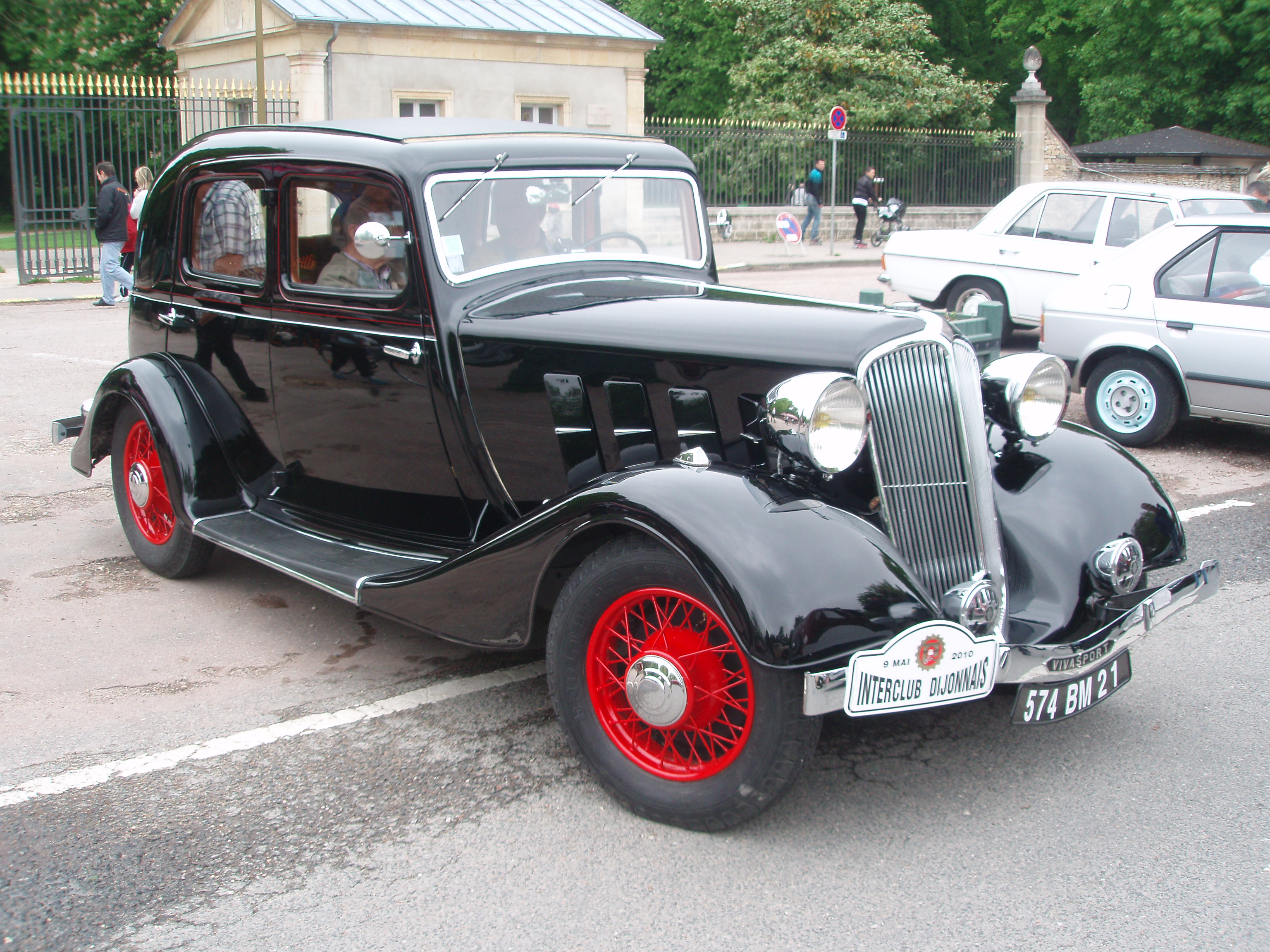
Renault Vivasport YZ2

Contemporaneamente alla PG9 furono introdotti anche altri tre nuovi modelli: la Vivastella ZA2, con carrozzeria profilata e motore da 3.6 litri ripreso pari pari dalla Vivasport. Le prestazioni ne beneficiarono, ma non tanto nella velocità massima quanto nelle doti di ripresa e accelerazione, sottolineate dalle testate giornalistiche francesi dell'epoca. Presentata al Salone di Parigi, le sue consegne non cominceranno che dagli ultimi giorni di dicembre, a causa di alcuni ritardi nell'omologazione. Il secondo modello introdotto, sempre nel settembre 1933, fu la seconda serie della Vivasport, siglata YZ2, disponibile unicamente con carrozzeria profilata e con lo stesso motore da 3.6 litri e da 85 CV. La produzione dei modelli ZA2 e YZ2 si protrasse fino all'ottobre del 1934: la prima totalizzò 873 esemplari, mentre la seconda ne raggiunse 2.172. Dalla ZA2 vennero derivati due esemplari allestiti per l'utilizzo in ambito coloniale. Tali esemplari divennero noti come ZA2 Sahara.

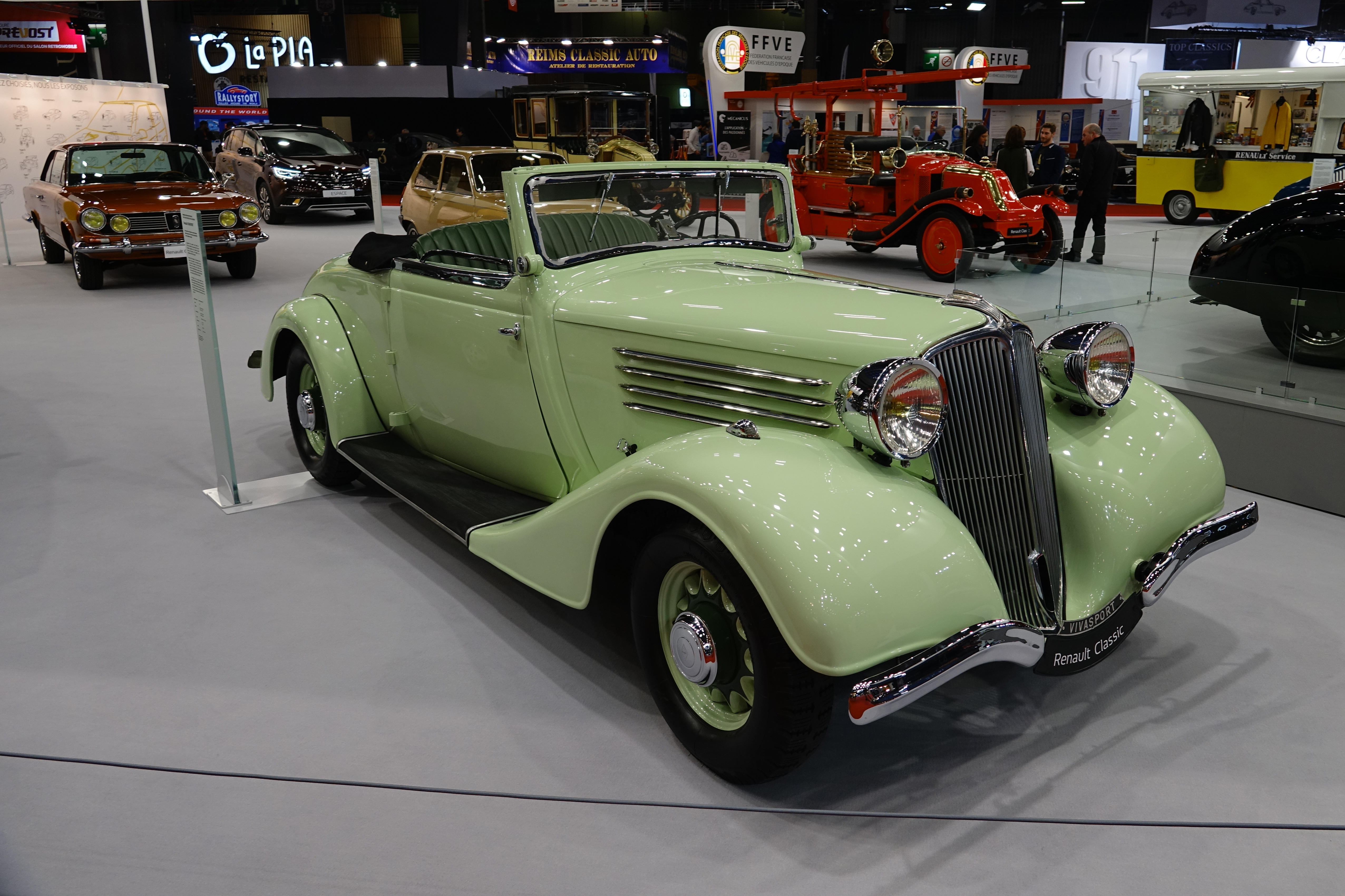
Renault Vivasport YZ4

Con l'uscita di produzione dei modelli precedenti, si aprì una nuova fase evolutiva nella carriera della Vivastella: i nuovi modelli presentati al Salone di Parigi del 1934 potevano essere richiesti con nuove carrozzerie più profilate e aerodinamiche. Tra le caratteristiche estetiche di maggior spicco tra quelle proposte dall'atelier "Stella" (ovviamente di proprietà esclusiva della Casa di Billancourt) vanno ricordati il cofano motore con decorazioni longitudinali cromate lungo i fianchi, la coda sinuosa e denominata dai francesi "queue de pie" ("coda di gazza"), l'alloggiamento della targa posteriore dotato di carenatura trasparente e il lunotto diviso in due parti. Ancora una volta, vennero proposti diversi nuovi modelli, alcuni dei quali equipaggiati con un nuovo motore da 4085 cm³ da 95 CV, mentre i primi motori da 3180 cm³ e 65 CV vennero tolti di produzione, sostituiti dalle unità da 3.6 litri e 85 CV. La nuova gamma Vivastella fu composta da: Vivastella ZA3 (895 esemplari prodotti tra il settembre 1934 e il maggio 1935), con carrozzeria profilata e motore da 3.6 litri; Vivastella ACR1 (609 esemplari tra il gennaio e l'agosto 1935), con carrozzeria profilata, telaio in due varianti di passo e motore da 4.1 litri; Vivasport YZ4 (1.028 esemplari tra il settembre 1934 e l'aprile 1935), con carrozzeria profilata e motore da 3.6 litri; Vivasport ACM1 (1.007 esemplari dal dicembre 1934 al settembre 1935), come la YZ4 ma con motore da 4.1 litri. A questi modelli vanno inoltre aggiunte le prime Vivastella Grand Sport (o Viva Grandsport), con carrozzeria ancor più aerodinamica, e delle quali si parlerà poco più avanti. In alternativa, le carrozzerie più tradizionali furono mantenute a listino per dare modo alla clientela di abituarsi al nuovo corso stilistico. Perciò, la gamma Vivastella si fece molto variegata, proprio come voluto da Louis Renault, il quale esigeva di poter soddisfare qualsiasi esigenza della potenziale clientela. I nuovi motore da 4.1 litri erano in grado di spingere la vettura fino a 130 km/h di velocità massima.

### L'apogeo dell'aerodinamica e le versioni Grand Sport
Nel 1934, la gamma Vivastella risultava ancor più grande se si pensa che i modelli appena descritti non furono gli unici a costituirla: infatti, come già anticipato, contemporaneamente a essi vennero affiancate le nuove Vivastella Grand Sport (o Viva Grandsport, come verranno chiamate in seguito), caratterizzate da linee ancora più ardite, specie nel frontale, dove i classici fari utilizzati fino a quel momento lasciarono il posto a fari semincassati nei parafanghi, mentre le ruote posteriori divennero carenate. Anche i predellini scomparvero dalle fiancate, mentre la calandra fu ridisegnata e assunse una forma a scudo, con fittissimi listelli verticali e comunque, sempre tagliata in due lungo l'altezza. Di questo periodo furono le Vivastella Grand sport nei modelli ABX e ABZ (sigle che rispettivamente indicavano le versioni a passo normale e a passo allungato). Presentati, come di consueto, al Salone di Parigi del 1934, i due nuovi modelli inaugurarono appunto la gamma delle Grand Sport a 6 cilindri, ma di questa gamma furono anche gli esponenti dalla carriera più travagliata: infatti ne vennero inizialmente approntati 13 esemplari, tutti equipaggiati con il motore da 3.6 litri e 85 CV, i quali però non vennero posti in vendita che nel marzo dell'anno seguente, poiché continuamente sottoposti a test e modifiche di vario genere. Solo durante la primavera del 1935 furono dotati del più nuovo motore da 4.1 litri e commercializzati come vetture d'occasione sotto la sigla della nuova Vivastella Grand Sport lanciata proprio a marzo: la ACX1. Quest'ultima era caratterizzata da carrozzerie sempre molto audaci per l'epoca, ma leggermente ridisegnate. Il parabrezza, che fino a quel momento era in due parti, divenne in un pezzo unico, mentre fu il paraurti anteriore a dividersi in due. Grazie ad altri ritocchi alla carrozzeria, ne beneficiò anche l'abitabilità interna, sensibilmente migliorata. Inoltre, lo spostamento della leva del cambio e di quella del freno a mano dal pavimento alla plancia fu decisivo per l'ottenimento di tre posti veri nella fila anteriore. Strutturalmente era basata sulla ABX a passo normale (quindi da 2.96 metri) e montava il motore da 4.1 litri e 95 CV. In cinque mesi di produzione ne vennero prodotti 980 esemplari e fu uno dei modelli più concorrenziali nel suo segmento di mercato.
Un anno dopo la comparsa delle prime versioni Grand Sport, anche il resto della gamma si uniformò al nuovo corso stilistico: esordirono quindi le Vivastella ACR2 e ADB1: la prima era in pratica una ACR1 dal punto di vista meccanico, ma con la nuova carrozzeria ultraprofilata: dall'agosto 1935 al gennaio 1936 ne furono prodotti 358 esemplari costruiti; la seconda sfruttava invece le ancor più recenti soluzioni stilistiche della Casa (tra cui la calandra ridisegnata e il paraurti in un sol pezzo) la base meccanica della ABZ sperimentale, quest'ultima costruita in soli due esemplari su telaio con passo di 3.13 metri e retrotreno irrobustito. Di questa seconda variante furono prodotti 804 esemplari fino al gennaio del 1937. In quello stesso periodo, non mancarono neppure le nuove versioni Grand Sport, finalmente ridenominate Viva Grand Sport e note con la sigla ACX2: sempre basata sul consueto telaio a passo corto, la ACX2 vide il debutto di un'inedita carrozzeria coupé, molto affascinante anche se meno pratica rispetto alle varie configurazioni berlina, limousine e coach proposte fino a quel momento (non mancavano però neppure le versioni cabriolet). Con 3.752 esemplari prodotti fino all'ottobre 1936, più altri 14 destinati al mercato britannico (e siglati AES1), la ACX2 si consacrò come la Grand Sport a 6 cilindri di maggior successo e di maggior peso storico.

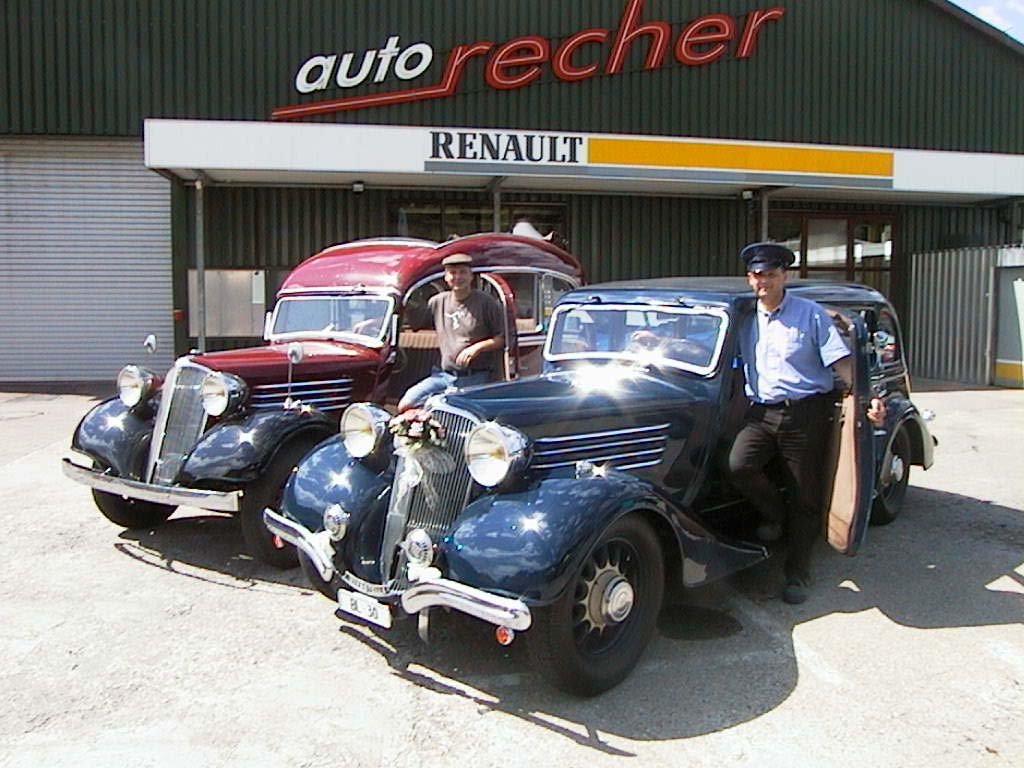
Renault Vivastella ACR2

Il Salone di Parigi del 1936 fu l'occasione per svelare i nuovi modelli a 6 cilindri dopo il nuovo restyling ideato in quel periodo dal designer della Casa, Michel Muller, lo stesso restyling che nello stesso periodo coinvolse anche le versioni a 8 cilindri. A cambiare fu soprattutto la zona anteriore, dotata di una nuova calandra trapezoidale, di un paraurti concavo nel mezzo in modo da non nascondere la calandra stessa e di fari sempre semincassati nei parafanghi, ma posti più in alto rispetto a prima. Un'altra novità furono le aperture cromata sui lati del cofano motore, dal disegno più elegante e racchiuse tra due listelli longitudinali, anch'essi cromati. Meccanicamente non si ebbero novità di sorta: il motore rimase il solito 4.1 litri da 95 CV, stavolta con alcune migliorie nel circuito di raffreddamento. A beneficiare di questi aggiornamenti furono i modelli Vivastella ADB2 (l'unica del trio a essere dotata di servofreno), Vivasport BCT1 (l'unica a essere priva di carenature sui passaruota posteriori) e Viva Grand Sport ACX3. Di quest'ultima venne proposta anche la versione destinata al mercato britannico e siglata AES2.

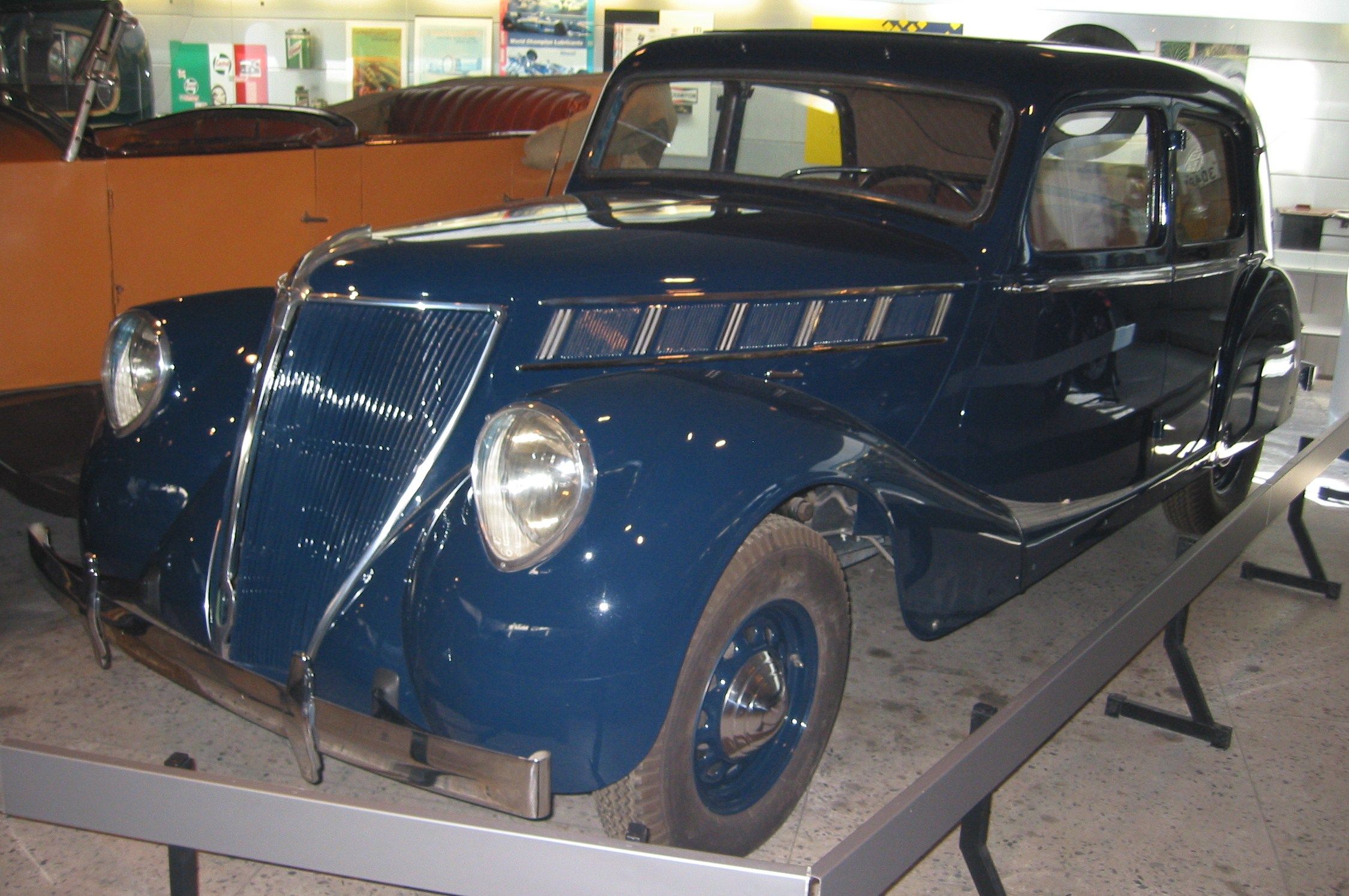
Renault Viva Grand Sport BXC3

Nel 1937 i modelli menzionati vennero rispettivamente sostituiti da: Vivastella ADB3, Vivasport BCY1 e Viva Grand Sport BCX1, i quali beneficiarono anche dell'arrivo di un servofreno per garantire una frenata più efficiente con sforzi minori da parte del conducente. La ADB2 del 1936, che di servofreno era già provvista, quando si evolse nella ADB3 venne dotata di un servofreno più performante. Tra il maggio e il settembre del 1937 furono prodotti anche 17 esemplari di una nuova versione coloniale, sempre denominata Sahara, ma con sigla BCH1. Alla fine di quello stesso anno, la Nervastella venne tolta di produzione e per circa nove mesi fu proprio la Vivastella a dover rappresentare l'alto di gamma Renault, che peraltro stava vivendo un periodo di difficoltà a causa del crollo della domanda. Perciò, al Salone di Parigi del 1937 vi furono nuove evoluzioni. La nuova gamma fu inizialmente caratterizzata dalla totale assenza di passaruota posteriori carenati, ma dato lo scarso gradimento del pubblico per tale novità, essi vennero ben presto reintrodotti. Per questo, alcuni nuovi modelli non durarono che uno o due mesi. Perciò, la gamma 1937-38 fu composta dai seguenti modelli: la Vivastella ADB4, presto evolutasi nella ADB5; la Vivasport BCY2, ultima Vivasport della gamma; la Viva Grand Sport BCX2, che nel giro di soli due mesi sarebbe stata anch'essa sostituita dalla BCX3.

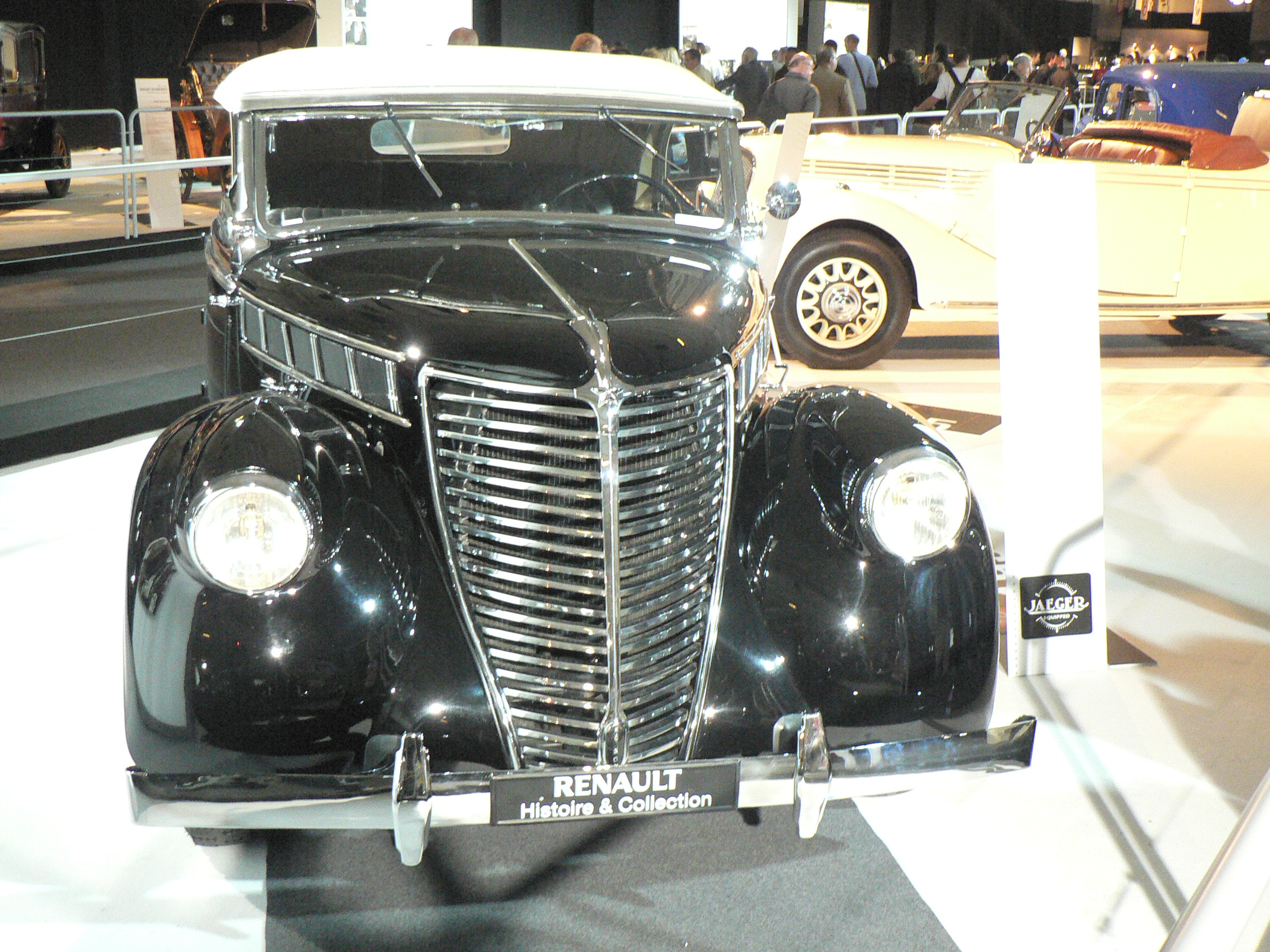
Renault Viva Grand Sport BXC4

Nella primavera del 1938, la BCX3 fu sostituita dalla BCX4, la cui calandra rimase immutata nella forma, ma dotata di nuovi listelli cromati orizzontali. Al Salone di Parigi di quell'anno, l'ultimo prima dello scoppio della seconda guerra mondiale si ebbe l'ultima tappa evolutiva per le 6 cilindri Renault d'anteguerra: i fari anteriori carenati delle precedenti versioni lasciaroni lposto a dei semplici fari tondi semiincassati e di dimensioni ridotte, mentre la calandra a listelli orizzontali, già vista nel precedente modello BCX4, fu estesa anche alla nuova Vivastella, la BDZ1, oramai disponibile solo come limousine a otto posti. Al suo fianco vi fu la Viva Grand Sport BDV1, che differiva dalla BCX4 essenzialmente per il cruscotto, la cui strumentazione a due elementi ottagonali lasciò il posto a un solo strumento rettangolare. Quest'ultima fu disponibile invece come limousine a 6 posti, coach, cabriolet e anche come coupé. Ne furono prodotti 1.128 esemplari fino all'agosto del 1939, mentre la BDZ1 venne prodotta in 358 esemplari. Quest'ultima cessò la propria produzione nel mese di ottobre del 1939: la guerra era già scoppiata e rapidamente tutte le attività automobilistiche vennero drasticamente ridotte o interrotte del tutto. Così fu anche per le 6 cilindri Renault di quegli anni.

## Riepilogo caratteristiche
Di seguito vengono riepilogate le caratteristiche relative alle varie versioni delle gamme Vivastella, Vivasport e Viva Grand Sport. I prezzi riportati, laddove conosciuti, sono in franchi e si riferiscono al momento del debutto di ogni modello nel mercato francese e alla carrozzeria limousine, salvo diversa indicazione.
| Modello                | Sigla progetto | Cilindrata cm³ | Potenza CV/rpm | Velocità max | Anni di produzione | Esemplari prodotti | Prezzo al debutto (FF) | Note |
| ---------------------- | -------------- | -------------- | -------------- | ------------ | ------------------ | ------------------ | ---------------------- | --- |
| Vivastella             | PG2            | 3180           | 60/3000        | 110          | 09/1928-09/1929    | -                  | 60.000                 | |
| Vivastella             | PG3            | 3180           | 60/3000        | 110          | 08/1929-09/1930    | 1.091              | 60.000                 | |
| Vivastella             | PG4            | 3180           | 60/3000        | 115          | 09/1930-08/1931    | 869                | -                      | Telaio alleggerito                                                                                                   |
| Vivastella             | PG5            | 3180           | 60/3000        | 115          | 07/1931-11/1932    | 2.223              | 52.000                 | |
| Vivastella             | PG7            | 3180           | 65/3100        | 120          | 09/1932-05/1933    | 1.440              | -                      | |
| Vivastella             | PG7 SA         | 3180           | 65/3100        | 120          | 05/1933-10/1933    | 383                | -                      | |
| Vivastella             | PG9            | 3180           | 65/3100        | 120          | 09/1933-04/1934    | 746                | -                      | Prime versioni aerodinamiche                                                                                         |
| Vivastella             | PG11           | -              | -              | -            | 11/1933-12/1933    | 6                  | -                      | |
| Vivastella             | ZA2            | 3620           | 85/3000        | 125          | 09/1933-10/1934    | 895                | 33.800                 | 22 esemplari erano del tipo Sahara                                                                                   |
| Vivastella             | ZA3            | 3620           | 85/3000        | 125          | 09/1934-05/1935    | 895                | -                      | |
| Vivastella             | ACR1           | 4085           | 95/3000        | 130          | 01/1935-08/1935    | 609                | 38.000                 | A richiesta disponibili con motore 3.6                                                                               |
| Vivastella             | ACR2           | 4085           | 95/3000        | 130          | 08/1935-01/1936    | 358                | -                      | |
| Vivastella             | ADB1           | 4085           | 95/3000        | 130          | 09/1935-01/1937    | 804                | 38.000                 | |
| Vivastella             | ADB2           | 4085           | 95/3000        | 130          | 09/1936-06/1937    | 191                | 36.900                 | |
| Vivastella             | ADB3           | 4085           | 95/3000        | 130          | 06/1937-10/1937    | 192                | -                      | |
| Vivastella             | BCH1 Sahara    | 4085           | 95/3000        | 130          | 05/1937-09/1937    | 17                 | -                      | Versione coloniale                                                                                                   |
| Vivastella             | ADB4           | 4085           | 95/3000        | 130          | 09/1937-10/1937    | 30                 | 49.000                 | |
| Vivastella             | ADB5           | 4085           | 95/3000        | 130          | 10/1937-07/1938    | 269                | -                      | Più 13 esemplari della versione britannica BDN1 e un solo esemplare siglato BDN2, sempre per il mercato britannico   |
| Vivastella             | BDZ1           | 4085           | 95/3000        | 130          | 09/1938-10/1939    | 358                | 56.000                 | Più 2 esemplari della versione britannica BDY1                                                                       |
| Vivasport              | YZ1            | 3620           | 85/3000        | 125          | 07/1933-10/1933    | 21                 | 35.000                 | Prezzo relativo alla berlina 4 porte                                                                                 |
| Vivasport              | YZ2            | 3620           | 85/3000        | 125          | 09/1933-10/1934    | 2.172              | -                      | |
| Vivasport              | YZ4            | 3620           | 85/3000        | 125          | 09/1934-04/1935    | 1.028              | -                      | |
| Vivasport              | ACM1           | 4085           | 95/3000        | 130          | 12/1934-09/1935    | 1.007              | 32.400                 | Prezzo relativo alla berlina 4 porte                                                                                 |
| Vivasport              | BCT1           | 4085           | 95/3000        | 130          | 10/1936-02/1937    | 82                 | 26.900                 | Prezzo relativo alla berlina 4 porte                                                                                 |
| Vivasport              | BCY1           | 4085           | 95/3000        | 130          | 02/1937-09/1937    | 426                | -                      | |
| Vivasport              | BCY2           | 4085           | 95/3000        | 130          | 10/1937-02/1938    | 181                | -                      | |
| Vivastella Grand Sport | ABX            | 4085           | 95/3000        | 130          | solo 10/1934       | 11                 | 39.000                 | All'inizio equipaggiati con motore 3.6, venduti nel marzo 1935 con motore 4.1 e inclusi nella serie ACX1             |
| Vivastella Grand Sport | ABZ            | 4085           | 95/3000        | 130          | solo 10/1934       | 2                  | 41.000                 | |
| Vivastella Grand Sport | ACX1           | 4085           | 95/3000        | 130          | 03/1935-08/1935    | 980                | 39.000                 | 980 esemplari esclusi gli 11 aggiuntivi ex-ABX; 123 di questi esemplari verranno inclusi in seguito nella serie ACX2 |
| Viva Grand Sport       | ACX2           | 4085           | 95/3000        | 130          | 08/1935-10/1936    | 3.752              | -                      | Più 14 esemplari della versione britannica AES1                                                                      |
| Viva Grand Sport       | ACX3           | 4085           | 95/3000        | 130          | 09/1936-02/1937    | 391                | 32.900                 | Più 3 esemplari della versione britannica AES2                                                                       |
| Viva Grand Sport       | BCX1           | 4085           | 95/3000        | 130          | 02/1937-10/1937    | 2.296              | -                      | Più 10 esemplari della versione britannica BCZ1                                                                      |
| Viva Grand Sport       | BCX2           | 4085           | 95/3000        | 130          | 09/1937-11/1937    | 216                | 43.000                 | |
| Viva Grand Sport       | BCX3           | 4085           | 95/3000        | 130          | 10/1937-07/1938    | 1.132              | -                      | Più 93 esemplari della versione britannica BCZ2                                                                      |
| Viva Grand Sport       | BCX4           | 4085           | 95/3000        | 130          | 04/1938-10/1938    | 136                | -                      | |
| Viva Grand Sport       | BDV1           | 4085           | 95/3000        | 130          | 09/1938-08/1939    | 1.128              | 49.000                 | |
| Viva Grand Sport       | BDV2           | 4085           | 95/3000        | 130          | solo 07/1939       | 1                  | -                      | Prototipo per successiva serie mai prodotta                                                                          |